# Laguna de Guayatayoc
Laguna de Guayatayoc är en periodisk sjö i Argentina.   Den ligger i provinsen Jujuy, i den norra delen av landet, 1 500 km nordväst om huvudstaden Buenos Aires. Laguna de Guayatayoc ligger 3 405 meter över havet.
Trakten runt Laguna de Guayatayoc är ofruktbar med lite eller ingen växtlighet. Trakten runt Laguna de Guayatayoc är nära nog obefolkad, med mindre än två invånare per kvadratkilometer.